# (38576) 1999 XL3
1999 أكس أل 3 (ويعرف أيضًا باسم (38576) 1999 أكس أل 3 وفق تسمية الكوكب الصغير) (بالإنجليزية: 1999 XL3)‏ هو كويكب ضمن حزام الكويكبات؛ وترتيبه 38576 من حيث الاكتشاف.
اكتُشف هذا الجُرم الفلكي بواسطة ماسح السماء كاتالينا في 4 ديسمبر 1999.

## وصلات خارجية
- (38576) 1999 XL3 في قاعدة بيانات مختبر الدفع النفاث لأجرام النظام الشمسي الصغيرة

- الاكتشاف · مخطط المدار ·  العناصر المدارية · المعلمات المادية

- (38576) 1999 XL3 على موقع ويكي سكاي: DSS2, SDSS, GALEX, IRAS, Hydrogen α, X-Ray, Astrophoto, Sky Map, Articles and images